# Шведска империя
Швеция е една от най-големите европейски сили на седемнадесети век. В съвременната скандинавска историография този период е известен като Шведската империя (на шведски: stormaktstiden, „Ерата на велика сила“ или „Ерата на власт“).

## Вестфалски мирен договор
В края на Тридесетгодишната война според постановленията на Вестфалския мир от 1648 Швеция получава определени територии като военно обезщетение, сред които Силезия и Шведска Померания, заедно с парична компенсация от 20 милиона талера.
Шведските делегати Аксел Уксеншерна и Юхан Банер получават за Швеция:
- От Жечпосполита – Померания заедно с островите Рюген и Узедом, включително селищата Шчечин, Гарц и Голнов източно от Одер;
- От Прусия – остров Волин и наследствени права над останалата част на Померания в случай на изчезване на Бранденбургските Хоенцолерни;
- От Свещената Римска империя – като имперски фиефи Визмар и Нойклостер, а след секуларизацията им и Бремен-Ферден и Вилдесхаузен. Това дава на Швеция и право на глас в Имперската Диета и да администрира в имперския окръг Долна Саксония, редувайки се с Бранденбург-Прусия.

Франция и Швеция стават гаранти по договора с Фердинанд III от Нюрнберг от 1650.

## Исторически фон
Швеция печели малки и разпръснати територии в резултат на 18 години война, но получава контрол над трите най-големи плавателни реки в Северна Германия – Одер, Елба и Везер – с това и правата на тарифите над тези търговски артерии. Двете основни причини за малките териториални придобивки са опозицията на Франция и нетърпението на Кристина Шведска. Друг важен резултат е, че след шведската намеса религиозна свобода за протестантите в Европа е обезпечена, с което Швеция става закрилник на протестантството за седемдесет години, докато настъпва колапс на Свещенаата Римска империя.
Покачването на Швеция до ранга на имперска сила означава, че кралството трябва да остане военна монархия, подготвена за евентуални агресии. Рядконаселена, Швеция няма типичния вътрешнополитически вид на империя. Въпреки това, в средата на XVII век, с Франция като верен съюзник, несъвместимостта между техните правомощия и техните претенции не е толкова очевидно.

## Вътрешнополитическа консолидизация
Въпреки международните успехи Швеция няма силна позиция на централното ръководството. Правителство осъществява постоянен контрол над брега Балтийско море и оставя малко място за грешки. Липсата на опит у двамата непосредствени наследници на Густав II Адолф Кристина Шведска и Карл X представя някои трудности пред зараждащата се империя.
При царуването на кралица Кристина е основана Новошвеция – няколко шведски колонии на източния бряг на Северна Америка.